# Triposporium verruculosum
Triposporium verruculosum är en svampart som beskrevs av R.F. Castañeda, Gené & Guarro 1996. Triposporium verruculosum ingår i släktet Triposporium och familjen Asterinaceae.   Inga underarter finns listade i Catalogue of Life.